# Laguna El Ancho
La laguna El Ancho o tranque El Ancho, es un cuerpo de agua ubicado en la periferia de la ciudad de Pichilemu de la Región de O'Higgins. Fue formado con la construcción de un muro con el fin de almacenar agua potable para la ciudad. Su área es de 30 hectáreas (0,30 km²) y su profundidad promedio es de 2,5 m con lo que almacena 683 mil m³ (0,683 Hm) de agua en la estación pre-lluvias.: 207 